# Cavalier of the West
Cavalier of the West é um filme dos Estados Unidos de 1931, do gênero faroeste, dirigido por John P. McCarthy, com Harry Carey no elenco principal.